# Campo Largo do Piauí
Campo Largo do Piauí este un oraș în Piauí (PI), Brazilia.